# Anna di Baviera (1329-1353)
Anna di Baviera (26 settembre 1329 – Praga, 2 febbraio 1353) è stata Regina consorte di Germania e Boemia in quanto moglie di Carlo IV di Lussemburgo.

## Biografia
Anna di Baviera nacque, entro il Casato di Wittelsbach, il 26 settembre 1329 da Rodolfo II di Baviera e Anna, figlia di Ottone III del Tirolo.
L'11 marzo 1349 sposò Carlo IV di Lussemburgo, che due anni prima era stato eletto Re dei Romani, presso la città di Bacharach. Anna era la sua seconda moglie dopo che l'anno precedente Bianca di Valois aveva lasciato vedovo Carlo. In quello stesso anno venne incoronata Regina dei Romani e Regina di Boemia.
Quando venne incoronata era al settimo mese di gravidanza e l'anno seguente infatti nacque il tanto sospirato erede, Wenceslaus, che morì poi nel 1351.
Nei due anni seguenti Anna non diede alla luce altri figli e morì ella stessa nel 1353.

## Ascendenza
|                                                             |                                  |                                     | Genitori                                                        |  |  | Nonni |  |  | Bisnonni                                                      |  |  | Trisnonni                                                |  |
|                                                             |                                  |                                     |                                                                 |  |  |       |  |  | 8. Ludovico II, duca d'Alta Baviera e conte palatino del Reno |  |  | 16. Ottone II, duca di Baviera e conte palatino del Reno |  |
|                                                             |                                  |                                     |                                                                 |  |  |       |  |  | 8. Ludovico II, duca d'Alta Baviera e conte palatino del Reno |  |  | 16. Ottone II, duca di Baviera e conte palatino del Reno |  |
|                                                             |                                  | 17. Agnese del Palatinato           |                                                                 |  |  |       |  |  | 8. Ludovico II, duca d'Alta Baviera e conte palatino del Reno |  |  |                                                          |  |
| 4. Rodolfo I, duca d'Alta Baviera e conte palatino del Reno |                                  |                                     |                                                                 |  |  |       |  |  | 8. Ludovico II, duca d'Alta Baviera e conte palatino del Reno |  |  |                                                          |  |
|                                                             |                                  | 9. Matilde d'Asburgo                | 18. Rodolfo I d'Asburgo, re dei Romani                          |  |  |       |  |  |                                                               |  |  |                                                          |  |
|                                                             |                                  | 9. Matilde d'Asburgo                | 18. Rodolfo I d'Asburgo, re dei Romani                          |  |  |       |  |  |                                                               |  |  |                                                          |  |
|                                                             |                                  | 9. Matilde d'Asburgo                | 19. Gertrude di Hohenberg                                       |  |  |       |  |  |                                                               |  |  |                                                          |  |
| 2. Rodolfo II, conte palatino del Reno                      |                                  | 9. Matilde d'Asburgo                |                                                                 |  |  |       |  |  |                                                               |  |  |                                                          |  |
|                                                             |                                  | 10. Adolfo di Nassau, re dei Romani | 20. Valderamo II, conte di Nassau                               |  |  |       |  |  |                                                               |  |  |                                                          |  |
|                                                             |                                  | 10. Adolfo di Nassau, re dei Romani | 20. Valderamo II, conte di Nassau                               |  |  |       |  |  |                                                               |  |  |                                                          |  |
|                                                             |                                  | 10. Adolfo di Nassau, re dei Romani | 21. Adelaide di Katzenelnbogen                                  |  |  |       |  |  |                                                               |  |  |                                                          |  |
| 5. Matilde di Nassau                                        |                                  | 10. Adolfo di Nassau, re dei Romani |                                                                 |  |  |       |  |  |                                                               |  |  |                                                          |  |
|                                                             |                                  | 11. Imagina di Isenburg-Limburg     | 22. Gerlach I, conte di Isenburg-Limburg                        |  |  |       |  |  |                                                               |  |  |                                                          |  |
|                                                             |                                  | 11. Imagina di Isenburg-Limburg     | 22. Gerlach I, conte di Isenburg-Limburg                        |  |  |       |  |  |                                                               |  |  |                                                          |  |
|                                                             |                                  | 11. Imagina di Isenburg-Limburg     | 23. Imagina di Blieskatel                                       |  |  |       |  |  |                                                               |  |  |                                                          |  |
| 1. Anna di Baviera                                          |                                  | 11. Imagina di Isenburg-Limburg     |                                                                 |  |  |       |  |  |                                                               |  |  |                                                          |  |
|                                                             | 12. Mainardo II, duca di Gorizia | 24. Mainardo I, conte di Gorizia    |                                                                 |  |  |       |  |  |                                                               |  |  |                                                          |  |
|                                                             | 12. Mainardo II, duca di Gorizia | 24. Mainardo I, conte di Gorizia    |                                                                 |  |  |       |  |  |                                                               |  |  |                                                          |  |
|                                                             | 12. Mainardo II, duca di Gorizia | 25. Adelaide del Tirolo             |                                                                 |  |  |       |  |  |                                                               |  |  |                                                          |  |
| 6. Ottone III, duca di Carinzia e Carniola                  | 12. Mainardo II, duca di Gorizia |                                     |                                                                 |  |  |       |  |  |                                                               |  |  |                                                          |  |
|                                                             |                                  | 13. Elisabetta di Baviera           | 26. Ottone II, duca di Baviera e conte palatino del Reno (= 16) |  |  |       |  |  |                                                               |  |  |                                                          |  |
|                                                             |                                  | 13. Elisabetta di Baviera           | 26. Ottone II, duca di Baviera e conte palatino del Reno (= 16) |  |  |       |  |  |                                                               |  |  |                                                          |  |
|                                                             |                                  | 13. Elisabetta di Baviera           | 27. Agnese del Palatinato (= 17)                                |  |  |       |  |  |                                                               |  |  |                                                          |  |
| 3. Anna di Carinzia-Tirolo                                  |                                  | 13. Elisabetta di Baviera           |                                                                 |  |  |       |  |  |                                                               |  |  |                                                          |  |
|                                                             |                                  | 14. Enrico V, duca di Slesia        | 28. Boleslao II, duca di Slesia                                 |  |  |       |  |  |                                                               |  |  |                                                          |  |
|                                                             |                                  | 14. Enrico V, duca di Slesia        | 28. Boleslao II, duca di Slesia                                 |  |  |       |  |  |                                                               |  |  |                                                          |  |
|                                                             |                                  | 14. Enrico V, duca di Slesia        | 29. Edvige di Anhalt                                            |  |  |       |  |  |                                                               |  |  |                                                          |  |
| 7. Eufemia di Slesia                                        |                                  | 14. Enrico V, duca di Slesia        |                                                                 |  |  |       |  |  |                                                               |  |  |                                                          |  |
|                                                             |                                  | 15. Elisabetta, duchessa di Kalisz  | 30. Boleslao, duca della Grande Polonia                         |  |  |       |  |  |                                                               |  |  |                                                          |  |
|                                                             |                                  | 15. Elisabetta, duchessa di Kalisz  | 30. Boleslao, duca della Grande Polonia                         |  |  |       |  |  |                                                               |  |  |                                                          |  |
|                                                             |                                  | 15. Elisabetta, duchessa di Kalisz  | 31. Iolanda d'Ungheria                                          |  |  |       |  |  |                                                               |  |  |                                                          |  |
|                                                             |                                  | 15. Elisabetta, duchessa di Kalisz  |                                                                 |  |  |       |  |  |                                                               |  |  |                                                          |  |